# Letiště Kolcovo
Letiště Kolcovo (rusky Аэропорт Кольцово, IATA: SVX, ICAO: USSS) je mezinárodní letiště v ruském Jekatěrinburgu. Nachází se ve čtvrti Kolcovo, asi 16 km od centra Jekatěrinburgu a 9 km od města Aramil. Roku 2016 bylo 7. nejvytíženějším letištěm Ruska.
Leteckou základnu zde mají Ural Airlines a RusLine. K lednu 2018 pravidelné letecké spojení s Prahou zajišťují České aerolinie a Ural Airlines.

## Historie
Vojenské letiště Kolcovo bylo založeno roku 1930 pro potřeby armádního Vědecko-výzkumného institutu. Právě zde se vznesl roku 1942 poprvé k nebi experimentální raketový stíhací letoun Berezňak-Isajev BI-1.
Od roku 1943 začaly být na tomto jinak stále vojenském letišti odbavovány také první civilní lety. Na počátku 50. let zde začala tankovat letadla na trase Moskva - Peking, v roce 1954 vznikla letištní budova a hotel. Roku 1968 byl dokončen terminál, který zvládl obsloužit 700 pasažérů za hodinu. Od roku 1993 má Kolcovo status mezinárodního letiště.
V roce 2009 byla v souvislosti se summitem ŠOS v Jekatěrinburgu otevřena nová moderní vzletová a přistávací dráha dlouhá 3025 m, která umožnila přistát zde téhož roku poprvé obřímu letounu Boeing 747 společnosti Air China. Téhož roku byl uveden do provozu také nový moderní terminál.
Roku 2012 byl dokončen nákladní terminál o celkové ploše 19 185 m².
Společnost Skytrax udělila letišti roku 2015 čtyři hvězdičky.

## Statistiky
| Rok  | Celkem cestujících | Vnitrostátní | Mezinárodní | Počet vzletů | Tuny nákladů |
| ---- | ------------------ | ------------ | ----------- | ------------ | ------------ |
| 2002 | 1 182 815          | 793 295      | 389 520     | 10 162       | 20 153       |
| 2003 | 1 335 757          | 879 665      | 456 092     | 10 092       | 18 054       |
| 2004 | 1 553 628          | 972 287      | 581 341     | 11 816       | 20 457       |
| 2005 | 1 566 792          | 1 006 422    | 560 370     | 11 877       | 11 545       |
| 2006 | 1 764 948          | 1 128 489    | 636 459     | 13 289       | 15 519       |
| 2007 | 2 345 097          | 1 486 888    | 858 209     | 16 767       | 16 965       |
| 2008 | 2 529 395          | 1 523 102    | 1 006 293   | 16 407       | 17 142       |
| 2009 | 2 169 136          | 1 290 639    | 878 497     | 13 798       | 13 585       |
| 2010 | 2 748 919          | 1 529 245    | 1 219 674   | 15 989       | 22 946       |
| 2011 | 3 355 883          | 1 856 948    | 1 498 935   | 20 142       | 24 890       |
| 2012 | 3 783 069          | 1 894 636    | 1 888 433   | 21 728       | 25 866       |
| 2013 | 4 293 002          | 2 180 227    | 2 112 775   | 25 728       | 27 800       |
| 2014 | 4 526 167          | 2 407 429    | 2 118 738   | 24 165       | 25 356       |
| 2015 | 4 247 541          | 2 745 236    | 1 502 305   | 22 435       | 22 631       |
| 2016 | 4 300 732          | 3 148 414    | 1 152 318   | 22 381       | 27 600       |

## Galerie

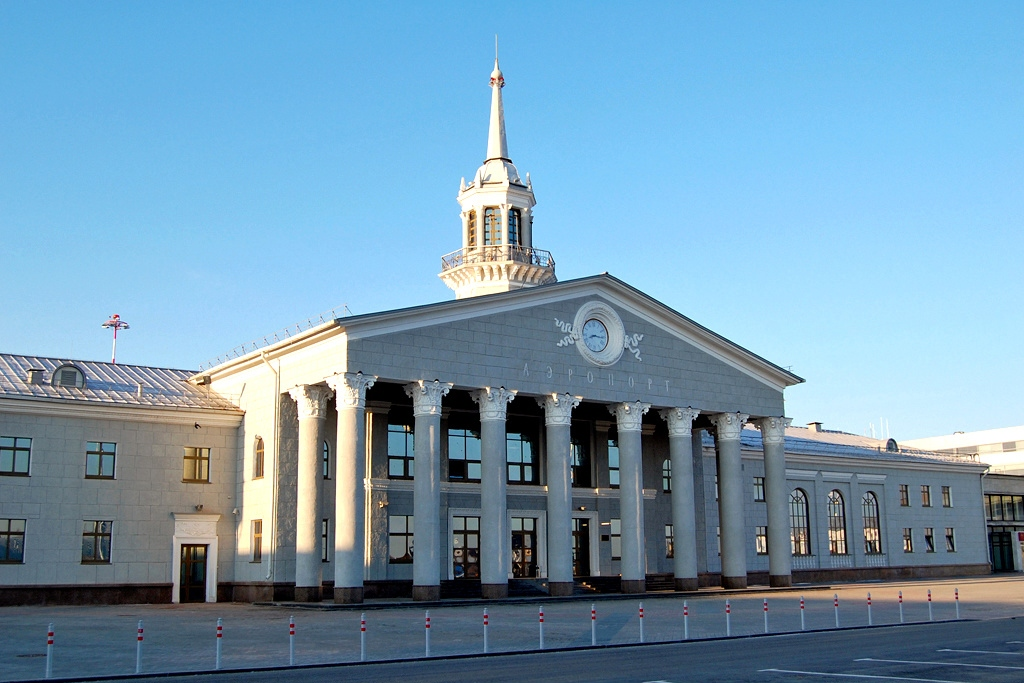
Historická budova
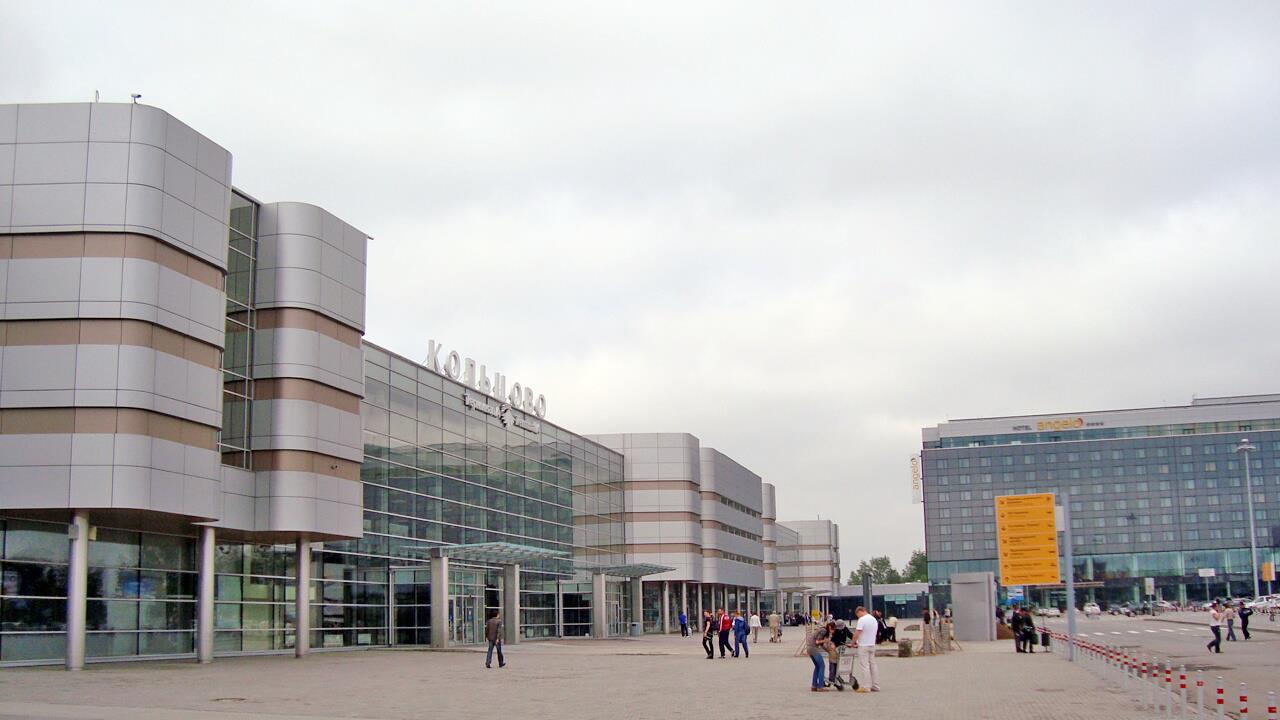
Nový terminál
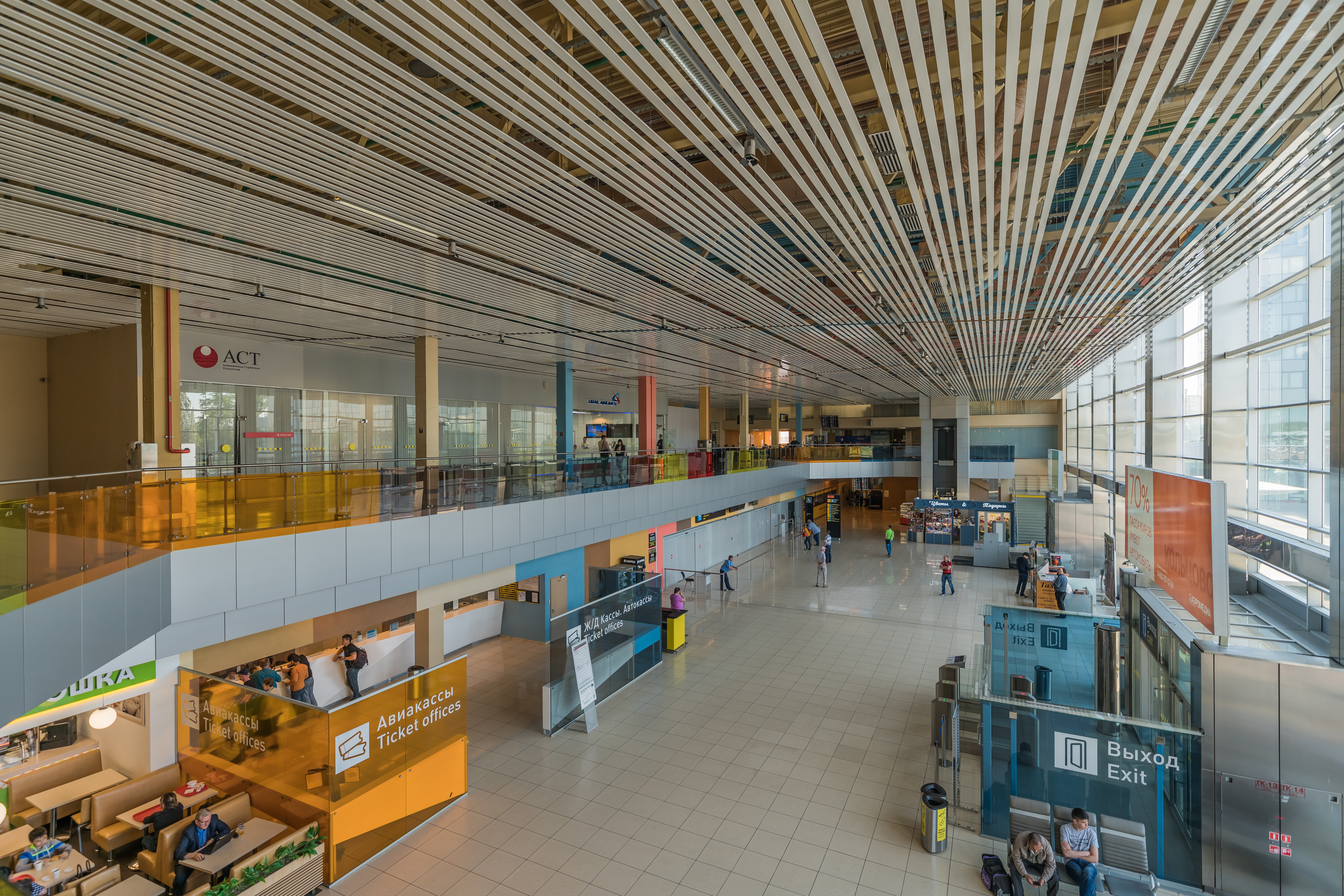
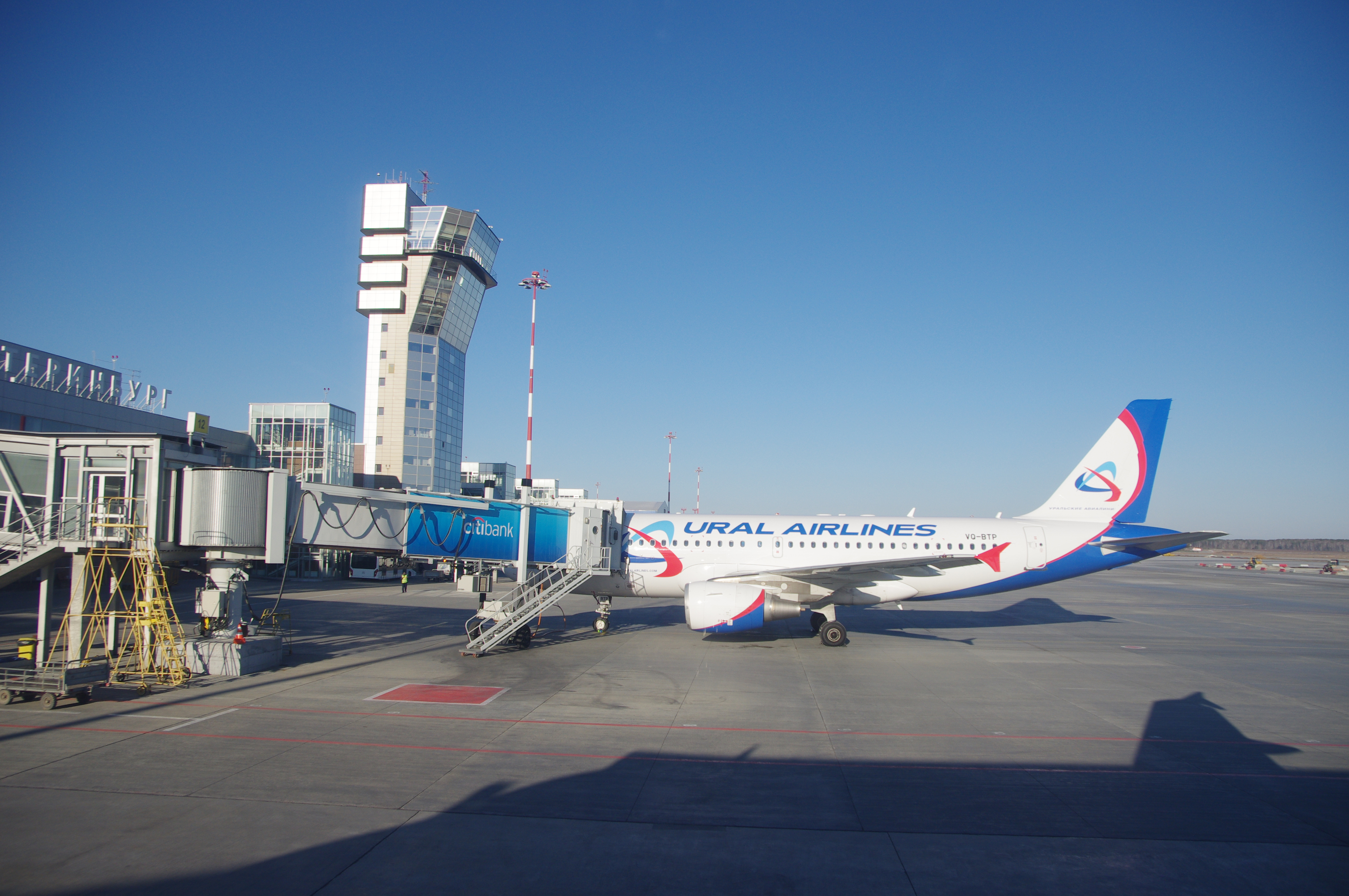
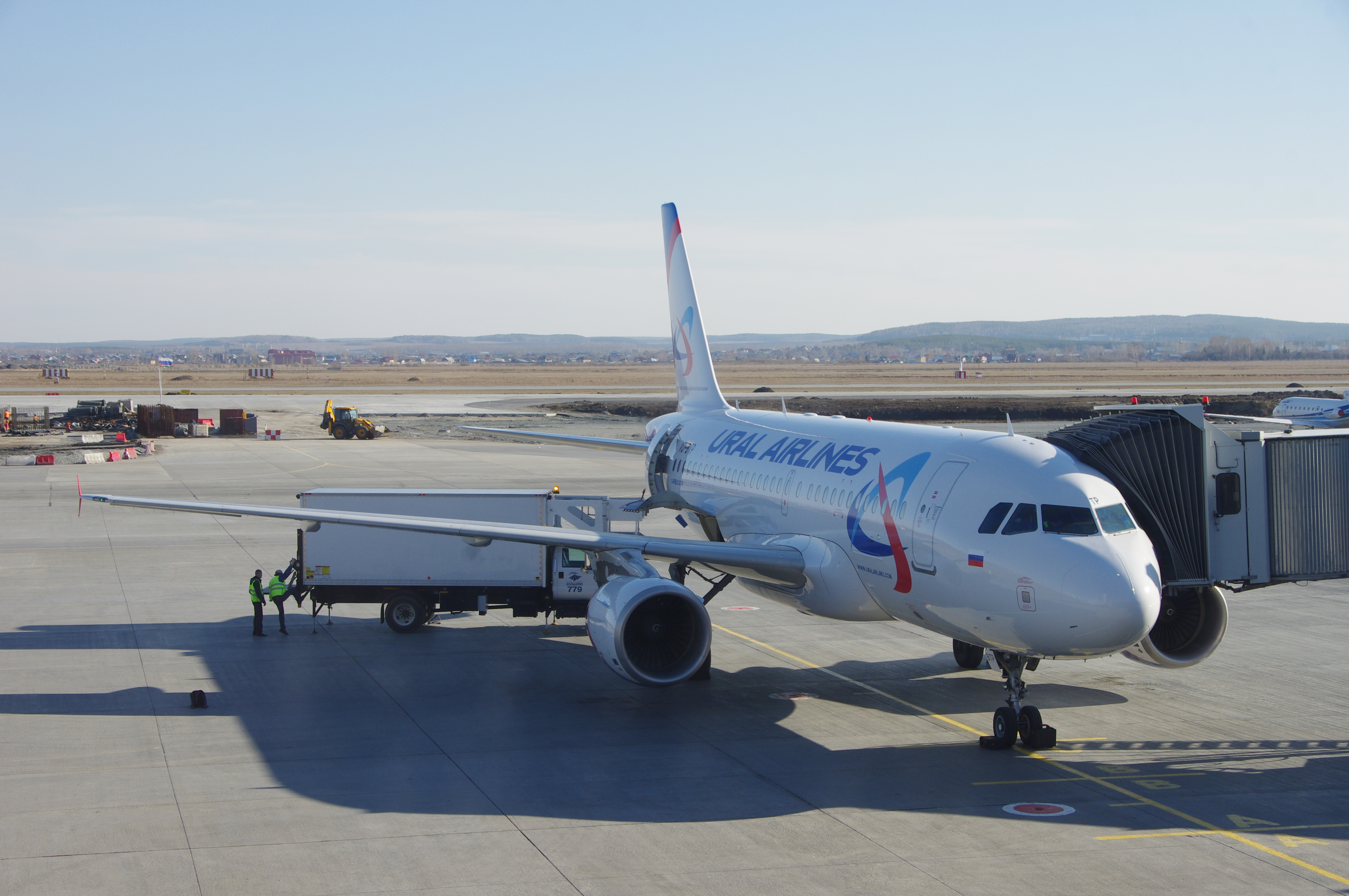